# Bromus parodii
Bromus parodii är en gräsart som beskrevs av Guillermo Covas och Itria. Bromus parodii ingår i släktet lostor, och familjen gräs. Inga underarter finns listade i Catalogue of Life.